# Tobantilla aleatrix
Tobantilla aleatrix  (лат.) — вид ос-немок (бархатных муравьёв) рода Tobantilla из подсемейства Sphaeropthalminae (триба Sphaeropthalmini). Эндемик Южной Америки.

## Распространение
Южная Америка: Аргентина.

## Описание
Длина красновато-коричневого тела около 4 мм (на брюшке жёлтые отметины). Спинная поверхность мезосомы (на виде в профиль) плоская или вогнутая и хорошо развитыми скутеллярными чешуйками; верхняя и задняя поверхности проподеума взаимно более или менее перпендикулярны и обычно разделены латеральными поперечными килями; голенные шпоры белые, светлее чем голени и лапки; первый метасомальный сегмент явно узловидный и суженный сзади. Имеют 6-члениковые нижнечелюстные и 4-члениковые нижнегубные щупики. Формула шпор: 1-2-2.
Вид был впервые описан в 2011 году американскими энтомологами Кевином Уилльямсом (англ. Kevin A. Williams) и Джеймсом Питтсом (James P. Pitts, оба из Университета штата Юта, Logan, Юта) и южноафриканским гименоптерологом Денисом Бразерсом (Denis J. Brothers; University of KwaZulu-Natal, Питермарицбург, Scottsville, ЮАР). Сходен с видом Tobantilla charrasca Casal.
Видовое название Tobantilla aleatrix происходит от латинского слова «aleator» («игрок»), что связано с названием романа Фёдора Михайловича Достоевского «Игрок».